# Spilogona obsoleta
Spilogona obsoleta är en tvåvingeart som först beskrevs av Malloch 1920.  Spilogona obsoleta ingår i släktet Spilogona och familjen husflugor. Inga underarter finns listade i Catalogue of Life.